# Тавернерио
Тавернѐрио (на италиански: Tavernerio; на ломбардски: Tavarnee, Таварнее) е градче и община в Северна Италия, провинция Комо, регион Ломбардия. Разположено е на 460 m надморска височина. Населението на общината е 5765 души (към 2017 г.).